# Boks na Igrzyskach Ameryki Środkowej i Karaibów 1962
Boks na Igrzyskach Ameryki Środkowej i Karaibów – jedna z dyscyplin sportowych rozgrywana na igrzyskach Ameryki Środkowej i Karaibów 1962 w Kingston. Zawodnicy rywalizowali w dziewięciu kategoriach wagowych, a zawody w trwały od 13 do 17 sierpnia.

## Medaliści
| Kategoria                       | Złoty                        | Srebrny                       | Brązowy                       |
| waga musza (51 kg.)             | Melquiades Saenz · Wenezuela | Senem Ríos · Panama           | Vicente Nuñez · Kuba          |
| waga kogucia (54 kg.)           | Pedro Gómez · Wenezuela      | Carlos Ríos · Panama          | Roberto Caminero · Kuba       |
| waga piórkowa (57 kg.)          | Osvaldo Riveri · Kuba        | Gilberto Leal · Meksyk        | Federico Higueros · Gwatemala |
| waga lekka (60 kg.)             | Mariano Serrano · Meksyk     | Moises Vives · Kuba           | Rodolfo Cortes · Panama       |
| waga lekkopółśrednia (63,5 kg.) | Félix Betancourt · Kuba      | Daniel Bravo · Wenezuela      | Ivelaw Glen · Gujana          |
| waga półśrednia (67 kg.)        | Virgilio Jiménez · Kuba      | Keith Warren · Jamajka        |                               |
| waga lekkośrednia (71 kg.)      | Leonardo Alcolea · Kuba      | Guillermo Pacheco · Wenezuela | Adolfo Maya · Meksyk          |
| waga średnia (75 kg.)           | Cephas Colquhoun · Jamajka   | Gregorio Aldama · Kuba        | Marcos Flores · Meksyk        |
| waga ciężka (+81 kg.)           | Ronald Holmes · Jamajka      | Carl Crawford · Gujana        | Roberto Collado · Meksyk      |